# Dolichoura spiritusanctensis
Dolichoura spiritusanctensis är en tvåhjärtbladig växtart som beskrevs av Alexander Curt Brade. Dolichoura spiritusanctensis ingår i släktet Dolichoura och familjen Melastomataceae. Inga underarter finns listade i Catalogue of Life.